# Albitreccia
Albitreccia település Franciaországban, Corse-du-Sud megyében. Lakosainak száma 1780 fő (2022. január 1.). Albitreccia Grosseto-Prugna, Cardo-Torgia, Cognocoli-Monticchi, Guargualé, Pietrosella és Urbalacone községekkel határos.

## Népesség
A település népességének változása:
| Lakosok száma | 248  | 456  | 609  | 1304 | 1592 | 1650 | 1705 | 1771 | 1785 | 1780 |
|               | 1968 | 1982 | 1990 | 2006 | 2013 | 2015 | 2017 | 2019 | 2020 | 2022 |